# Crema barrera protectora
Una crema de barrera es una preparación farmacéutica para uso externo que promueve la protección de la piel y evita la dermatitis. Se compone de aceite de silicona y base de crema. Se debe tener en recipientes de plástico opaco.